# Розмарі Вайт
Розмарі Вайт  (англ. Rosemarie Whyte; нар. 8 вересня 1986) — ямайська легкоатлетка, олімпійська медалістка.

## Виступи на Олімпіадах
| Олімпіада   | Дисципліна              | Місце |
| ----------- | ----------------------- | ----- |
| Пекін 2008  | біг на 400 метрів       | 7     |
| Пекін 2008  | естафета 4 x 400 метрів | 3     |
| Лондон 2012 | біг на 400 метрів       | 8     |
| Лондон 2012 | естафета 4 x 400 метрів | 3     |